# Beornwulf
Beornwulf est roi de Mercie de 823 à sa mort, en 825.

## Biographie
Beornwulf est le fils de Beorhtweald, un noble mercien mort en 796. Un certain Beornwulf apparaît dans la liste des témoins d'une charte du roi Cenwulf en 812, puis dans celle d'une autre charte de Ceolwulf en 823. Sa position dans ces chartes suggère qu'il n'était pas d'un rang élevé.
Il remplace le roi Ceolwulf lorsque celui-ci est déposé en 823. Deux ans plus tard, il attaque le Wessex, mais Ecgberht lui inflige une sévère défaite à la bataille d'Ellendun, qui marque la fin de la suprématie mercienne sur les autres royaumes anglo-saxons. Æthelwulf, le fils d'Ecgberht, envahit le Kent et renverse le roi Baldred. L'Essex et le Sussex font allégeance à Ecgberht et l'Est-Anglie profite de la confusion pour se révolter contre l'autorité mercienne. Beornwulf est tué en tentant de réprimer cette rébellion. 
Un penny d'argent est frappé sous son règne, mais il n'en subsiste qu'un très petit nombre d'exemplaires, moins d'une trentaine.